# علی گودرزی
علی گودرزی (زادهٔ ۱۸ اسفند ۱۳۷۰) بازیکن فوتبال اهل ایران است که در پست مدافع میانی برای باشگاه فوتبال نفت و گاز گچساران در لیگ آزادگان بازی می‌کند. وی سابقه حضور در تیم ملی زیر ۲۰ سال ایران را دارد.